# هوشنغ

هوشنغ الملك

هوشنغ أو هوشنج أو هوشنك أو أوشهنگ ويكتب في بعض الكتب هوشهنگ ويكتب في الكتب الفارسيّة هوشنگ وفي الكتب البهلوية هوشينكها وهو أوّل من لقب بشداد.(باللغة الفارسيه : هوشنگ پیشدادی) بن سيامك بن كيومرث كان ثاني الملوك البيشداديين وقد ذكر اسمه في الكتاب المقدس للديانة الزرتشتية القديمة الأفستا وفي الشاهنامة أيضاً.

## نسبه
و هو في الشاهنامة ابن سيامك بن كيومرث. وفي المصادر القديمة أن سيامك وأمرأة نشاك ولداً فرقاك فرواكين. وولد هذان خمسة عشر زوجين ركب تسعة منهم الثور سرسوك فعبر بهم البحر إلي الأقاليم الستة فأقاموا هنالك. وبقي الستة الآخرون وفيهم هوشنك وزوجه كوزهك فعمر الإقليم الوسط الإيران. وفي فارس‌نامه أن في نسب أوشهنك ثلاث روايات واصحها أنه هوشنك بن فرواك بن سيامك بن ميشي بن كيومرث. وإن من المؤرخين الحقيشي من يقول أنه أبوخنوخ وخنوخ هو إدريس عليه‌ السلام. وفي الطبري أن بعض نسابة الفرس يقول:« إن هوشنك هو مهلائيل، وأن أباه فرواك هو قينان أبو مهلائيل، وأن سيامك هو أنوش أبو قينان، وأن مشا هو شيت أبو أنوش، وأن جيومرت هو آدم . ويقال إن هوشنك هو إيران.

## هوشنغ في الشاهنامة
و في الآثار الباقية أنه جعل لنفسه الملك والقيام بسياسة العالم وذلك هو الدهوفَذيّة، وجعل الدهقنة لأخيه« ويكرد» واحتفل الناس بهذه القسمة، وبقيت ذكراها في عيد« روز تير». ويقال أنه وأخاه ويكرد من الأنبياء. وقد بويع بالملك في اصطخر، وفي مروج الذهب أنه كان ينزل الهند. وينسب اليه بناء الكوفة لأوّل مره، وتستر ودامغان، ومسلة عين شمس. وزاد في عمارة شوشان واصطخر.
إن هوشنغ كان أول من اتخذ آلات الحديد من الفوس والمناشير حسب الشاهنامة وكان أول من زرع الزروع. وكان أول من اتخذ من جميع البهائم كل نوع يصلح للعمل من البقر والحمر وغيرهما. وكان أول من استلان جلود الثعالب والسنجاب والقاقم والسمور. وكان أول من استخرج النار والحديد من الحجر وأول من اتخذ النار قبلة وهو مبدأ تعظيم النار عند الفرس. فأتخذ هوشنغ الليلة التي استخرج النار عيداً يعرف بالسذق ويكتب في الكتب الفارسية سده، فبقي من ذلك الزمان آثارها يتوارثها من ملوك. وكانت مدّة ملكه أربعين سنة.